# Bass music
Bass music (también denominado UK bass o post-dubstep) es un término genérico que reúne específicos géneros musicales dentro de la música electrónica; este término surgió en el Reino Unido a mediados de la década de 2000 bajo la influencia del UK garage, dubstep, drum and bass, R & B, wonky, 2-step, House, Grime y otros estilos electrónicos que se fusionaron. La frase "música bass" entró en uso cuando los artistas comenzaron a mezclar ambiguamente los sonidos de estos géneros definidos mientras se mantenía el énfasis en el ritmo de percusión y bajo.
Gracias a la influencia que tuvo los anteriores géneros musicales, atualmente el Bass Music se determinó con los géneros musicales tales como el Dubstep (y subgéneros), Drum & Bass (y subgéneros), Bass House, Fidget Bass, Jackin’ Bass, Footwork, Trap (subgéneros del EDM), Future Bass y Fusion Bass.
Cuando se habla del Bass Music se puede relacionar con la música pesada de la electrónica, por tal motivo en el año 2014, empezó un movimiento llamado Headbang (tomado en el Rock) que fue algo revolucionario por la gran cantidad de personas que hacen este movimiento al momento de escuchar éstos subgéneros dentro del Bass Music.

## UK bass
La amplitud de estilos que han llegado a asociarse con el término lo excluye de ser un género musical específico. El escritor de Pitchfork, Martin Clark, ha sugerido que "los intentos bien intencionados de definir holgadamente el terreno que estamos cubriendo aquí son en cierto modo inútiles y casi con seguridad defectuosos. No se trata de un género. Sin embargo, dados los vínculos, la interacción y las ideas fluidas, no se puede descartar todos estos actos como sin relación." 
El productor de dubstep Skream es citado en una entrevista con The Independent, en septiembre de 2011, diciendo:

"La palabra dubstep está siendo utilizado por muchas personas y existe un montón de gente siendo etiquetados con el sonido dubstep. Ellos no quieren ser etiquetados con él y no debe ser etiquetada con ello - que no es lo que están llevando... Cuando digo 'UK bass', es a lo que todo el Reino Unido se asocia, por lo que sería mucho más fácil si se llama así."
Skream

En el Reino Unido, la música bass ha tenido un éxito principal desde fines de la década de 2000 y principios de la de 2010, con artistas como James Blake, Example, Burial, Zomboy, Chase & Status, Skream, TNGHT, Benga y Wretch 32. El término "post-dubstep" se ha utilizado como sinónimo por artistas como Blake, Mount Kimbie y Fantastic Mr. Fox, cuyo trabajo se basó en el UK Garage, el 2-step y otras formas de música dance underground, así como  música ambient y  R&B contemporáneo. Fuera de los clubes nocturnos, la música de bajo se ha promocionado y reproducido principalmente en estaciones de radio de Internet como Sub.FM y Rinse FM.